# Droga krajowa B26 (Austria)
Droga krajowa B26 (Puchberger Straße)  - droga krajowa w Austrii położona na południe od Wiednia. Jedno-jezdniowa arteria zaczyna się w miasteczku Wiener Neustadt i biegnie w kierunku zachodnim. W rejonie miasteczka Puchberg am Schneeberg trasa zmienia kierunek i prowadzi na wschód do Neunkirchen, gdzie krzyżuje się z Wiener Neustädter Straße.